# Vladica Kovačević
Vladimir Kovačević, noto come Vladica Kovačević (Ivanjica, 7 gennaio 1940 – Belgrado, 28 luglio 2016), è stato un calciatore e allenatore di calcio jugoslavo, di ruolo attaccante.

## Palmarès

### Giocatore

#### Competizioni nazionali
- Campionato jugoslavo: 4

Partizan: 1960-1961, 1961-1962, 1962-1963, 1964-1965
- Capocannoniere della Coppa dei Campioni: 1

1963-1964 (7 gol ex aequo con Ferenc Puskás, Sandro Mazzola)